# Snipfeed
 (juin 2022).
Snipfeed est une société de B2C franco-américaine développant et commercialisant des outils et solutions pour les créateurs de contenu et professionnels indépendants pour la mise en ligne et la vente de leurs contenus et services. L'entreprise est fondée par Rédouane Ramdani, Pierre-Habté Nouvellon et Anas Bouassami en 2018. L'entreprise propose des outils pour la création de sites internet, la vente de contenus digitaux, la planification et la gestion d'évènements, la récolte de dons, l'analyse de l'audience et la redirection inter-réseaux sociaux.
Son siège social est à Los Angeles (Californie) aux États-Unis. En juin 2021, la société a ouvert son premier bureau français à Paris.

## Histoire

### Création
Snipfeed est créée en 2018 par Rédouane Ramdani, Anas Bouassami et Pierre-Habté Nouvellon à l'université de Berkeley en Californie. Initialement, les créateurs souhaitent développer un outil d'intelligence artificielle mettant en avant des informations culturelles et luttant contre la désinformation sur les réseaux sociaux. Les fondateurs de Snipfeed opèrent par la suite un revirement de leur société.
La société se tourne alors vers un nouvel objectif: rendre accessibles aux créateurs de contenu et entrepreneurs des outils pour monétiser leurs contenus et se professionnaliser. Le service propose notamment la création d'un site internet sans connaissance technique ainsi que l'hébergement et la mise en vente de contenus digitaux et services.
En mai 2021, la société annonce une levée de fonds de 4,2 millions d'euros pour accompagner sa croissance européenne,.
En 2022, Rédouane Ramdani, Anas Bouassami et Pierre-Habté Nouvellon apparaissent au classement américain Forbes 30 under 30 sous la catégorie réseaux sociaux.

### Activités européennes
En 2021, la société a ouvert son premier bureau européen à Paris.